# Миркович, Драгана
Драгана Миркович (серб. Драгана Мирковић; родилась 18 января 1968 года) — сербская эстрадная певица и предприниматель. Приобрела известность в восьмидесятых годах как член популярного коллектива Južni Vetar. Миркович является самой продаваемой артисткой бывшей Югославии. Было продано почти 10 миллионов записей этой певицы. Вместе со своим мужем она также основала музыкальный канал под названием DM SAT.

## Жизнь и карьера

### Молодость
Миркович родилась в январе 1968 года в деревне Касидол недалеко от Пожареваца, СР Сербия, СФР Югославия. В детстве она жила со своими родителями, бабушкой и дедушкой, а также со своей сестрой Душицей. Дедушка Миркович умел играть на аккордеоне. Талант Драганы заметил звукозаписывающий лейбл «Diskos». Они предложили Миркович стать профессиональной певицей

### Карьера
Первые два альбома Миркович, «Imam dečka nemirnog» (1984) и «Umiljato oko moje» (1985), были сольными. Её третий альбом, «Spasi me samoće» (1986), был совместным с группой Južni Vetar. Сингл «Spasi me samoće» был тепло принят публикой, принес Миркович славу и поднял её на вершину Югославской эстрады. Затем она записала ещё четыре альбома: «Južni Vetar: Ruže cvetaju samo u pesmama» (1987), «Najlepši par» (1988) с хитом «Milo moje, što te nema», «Simpatija» (1989) и «Pomisli želju» (1990). В конце 1980-х и в 1990-х Драгана гастролировала с «Južni Vetar». Также в 1989 году Митрович сотрудничала с поп-группой Zana и записала хит «E, Moj Doktore» («О, доктор!»). Эта песня считается одним из самых ярких произведений в её карьере.
Восьмой студийный альбом Миркович «Dobra devojka» (1991), состоял из двух синглов: «Umreću zbog tebe» и «Dodaj gas». За ним последовал «Dolaze nam bolji dani» (1992) с несколькими хитовыми песнями: «Umirem majko», «Pitaju me u mom kraju», «Da, da, da», «O, da li znaš», «Dobro jutro, dobar», «Sedmi dan». В том же году она провела одиннадцать концертов в Белграде. В отличие от многих других балканских певцов, карьера Миркович не была серьёзно нарушена югославскими войнами. В 1993 году вышел десятый студийный альбом Миркович «Do poslednjeg daha». В её одиннадцатом альбоме «Nije tebi do mene» (1994) были представлены такие популярные песни, как «Crni leptir», «Čarolija», «Varala bih, varala» и «Opojni su zumbuli». В 1994 году она снялась в фильме «Слатко Од Снова», премьера которого состоялась 4 декабря 1994 года. В 1996 году Миркович провела большой концерт в Скопье, на стадионе ФК «Вардар». Во время её тура 1995 года её видели более 200 000 человек, а двумя годами ранее она была объявлена третьей по популярности личностью бывшей Югославии. Миркович выпустила ещё четыре альбома в 1990-х: Plači Zemljo (1995) с хит-синглами «I u dobru iu zlu», «Vrati mi se ti», «Uzeo si moja jutra» и «Divlja devojka», «Nema promene» (1996). Её последним релизом в 1990-х был "U godin"i (1999), совместный альбом с «Zlaja Band». После выпуска своего семнадцатого студийного альбома «Sama» с хитом «Svatovi» и заглавным треком она перешла на четырёхлетний перерыв.
Она вернулась в 2004 году с альбомом «Trag u vremenu». Альбом включал такие песни, как «Tamo gde je milo moje», «Prsten», «Zašto zoro svanjavaš» и «Preživeću». Затем она выпустила ещё два альбома — «Luče moje» (2006) с хитами «Pečat na usnama», «Na kraju», «Luda kao ja», «Nepoželjna», затем «Eksplozija» (2008) с песнями «Laste», «Zemljo okreni se», «Ko je ta» и «Život moj».
В первой половине 2011 года она выпустила три новые песни и ремейк своей старой песни. Песни «Drugovi», «Srce moje» и «Jedini» стали хитами бывших югославских стран. Обновленная версия её песни 1991 года «Umreću zbog tebe» также была тепло принята публикой.

### Личная жизнь
В 1999 году Драгана вышла замуж за австрийского бизнесмена Тони Биелича. У пары есть дети: сын Марко (2000 года рождения) и дочь Мануэла (2001 года рождения). Они проживают в Вене. В 2024 году они развелись.

## Благотворительность
17 сентября 2012 года Миркович объявила, что она проведет гуманитарный концерт в Зенице. В концерте также приняли участие певцы Ханка Палдум, Бобан Райович, Халид Муслимович и группа Plavi orkestar. Концерт собрал около 26 500 евро. В следующем месяце сербские таблоиды заявили, что «местные политики» в Зенице взяли 7500 евро на оплату аренды арены и ещё 11 500 евро за аудиосистему, оставив только около 7500 евро на благотворительность. Таблоиды утверждали, что большая часть денег пошла на личное использование политиков. Также во время концерта Миркович и Ханка Палдум впервые публично спели свой дуэт «Kad nas vide zagrljene» (Когда они видят нас в объятиях). Официально премьера песни состоялась год спустя, 26 ноября 2013 года, когда было выпущено музыкальное видео. Видео показывает, что Драгана в Белграде поет о Сербии, а Ханка в Сараево поет о Боснии. В конце видео они встречаются на Старом мосту в Мостаре, обнимаются и танцуют.
19 декабря 2013 года Миркович вместе с Лепой Бреной, Харисом Джиновичем, Ацой Лукасом и Еленой Карлеушой были гостями гуманитарного концерта Горана Бреговича в Олимпийском зале Хуана Антонио Самаранча в Сараево.

## Дискография
- Imam dečka nemirnog (1984)
- Umiljato oko moje (1985)
- Spasi me samoće (1986)
- Ruže cvetaju samo u pesmama (1987)
- Najlepši par (1988)
- Simpatija (1989)
- Pomisli želju (1990)
- Dobra devojka (1991)
- Dolaze nam bolji dani (1992)
- Do poslednjeg daha (1993)
- Nije tebi do mene (1994)
- Plači zemljo (1995)
- Nema promene (1996)
- Kojom gorom (1997)
- U godini (1999)
- Sama (2000)
- Trag u vremenu (2004)
- Luče moje (2006)
- Eksplozija (2008)
- 20 (2012)
- Od milion jedan (2017)